# Artemisia (personaggio)
Artemisia (アルティミシア, Arutimishia) è la principale antagonista del videogioco Final Fantasy VIII.
Nonostante si tratti del nemico centrale nella storia del gioco, Artemisia fa la sua apparizione vera e propria solo a trama inoltrata, apparendo principalmente solo tramite il controllo di Edea Kramer prima e di Rinoa Heartilly poi.

## Aspetto e personalità
Artemisia si presenta come una donna affascinante, dagli occhi dorati e dai lunghissimi capelli argentei, acconciati per sembrare un paio di corna.
È vestita con un succinto abito scarlatto ed è dotata di due ali nere dalla forma angelica. Cammina e fluttua a piedi nudi.
La personalità di Artemisia è definita principalmente dai dialoghi di Edea durante il primo disco di gioco (in cui quest'ultima era in balia di Artemisia stessa); come si evince dal discorso inaugurale fatto a Deling City, nutre un profondo odio verso la razza umana, che perseguitò e isolò le streghe come lei. Tuttavia, nelle battute finali della trama, il personaggio assume toni e modi contrastanti (arrogante e supponente prima dello scontro, serafica e fatalista nel monologo del combattimento finale - per altro incompiuto).
Inoltre, la strega ha un raffinato gusto per l'arte, come si nota dall'arredamento del suo castello, e sembra avere una passione per gli abiti lunghi e seducenti, come dimostra il fatto che anche Edea indossi un abito simile. Alcuni indizi fanno suppore che Artemisia avesse un cavaliere di cui era innamorata, ma che poi venne ucciso scatenando un folle odio della strega verso tutto e tutte le creature viventi. Ciò aumenta la possibilità che fu questo il motivo per cui Artemisia voleva impossessarsi del potere di Ellione e di tornare così indietro nel passato forse per salvare il cavaliere che tanto amava.

## Storia
Artemisia è la Strega di un non meglio precisato futuro, desiderosa di scatenare la Compressione Temporale sovrapponendo ogni epoca e annullando ogni forma di vita escludendo la propria, a scopo di divenire una sorta di divinità onnipotente.
Per far ciò, si è servita di una macchina creata dal dottor Odine, la "Junction Machine Ellione," per dirigere la sua mente nel passato. In questo passato, Artemisia manipola gli eventi mondiali, impossessandosi di altre streghe per i suoi piani.
Tuttavia sarà proprio tramite la Compressione che Squall e compagni riusciranno a raggiungere il suo Castello, per poi sconfiggerla.
Artemisia, per poter morire, tornerà indietro nel tempo e cederà i propri poteri ad una giovane Edea Kramer, creando un paradosso temporale (dato che i poteri che Artemisia ha ereditato sono appartenuti in passato a Rinoa e ancor prima a Edea stessa) delineando la natura fatalista della trama del videogioco.
Tuttavia come spiegato da Ellione, il futuro non è scritto e, nel presente, passato e futuro si mescolano rendendo possibile ogni tipo cambiamento. Ciò può far presumere che in un futuro alternativo Artemisia potrà essere una strega buona e vivere accanto al suo amato cavaliere.

## Abilità
Artemisia è una potente strega che focalizza i suoi poteri nella manipolazione del tempo e dello spazio. Sa utilizzare abilmente tra le magie più potenti, come Meteor, Ultima, Maelstrom, Giudizio Infernale e la potente magia Apocalypse (assimilabile solo durante il combattimento finale). Altra sua abilità è quella di spedire in un'altra dimensione i protagonisti sconfitti, "inghiottiti nello scorrere del tempo".
Artemisia possiede la capacità di sovrastare le leggi fisiche, rendendo vivente ciò che fino a pochi istanti prima era pura fantasia; durante il confronto finale con lei, Artemisia decide di scatenare contro Squall le sue peggiori paure, scrutando nella sua mente e dando vita al Guardian Force Griever (グリーヴァ?, Gurīva).
Un'altra capacità che indica l'enorme potere di Artemisia, rispetto alle altre streghe, sta nel fatto di avere soggiogato un G.F. e di averlo trasformato in un mostro suo guardiano del castello.

### Trasformazioni
Durante la battaglia finale la strega subirà due diverse trasformazioni: la prima è dopo la sconfitta di Griever, in cui la strega esegue una Junction con il Guardian Force, diventando un essere dove strega e G.F. sono totalmente fusi assieme.
La strega si trasforma una seconda (e ultima) volta dopo che decide di completare la Compressione Temporale, inglobando spazio e tempo nella sua natura; in questa forma, la forma fisica di Artemisia penzola in catene sotto un'elaborata creatura simmetrica priva di volto, dall'aspetto vagamente mostruoso. In questa forma, Artemisia può dar vita a magie prima inesistenti, come Giudizio Infernale, che riduce la vitalità dei protagonisti a 1 (tecnica simile all'Angelo crudele di Sephiroth), e Apocalypse, la più potente magia di cui possa disporre.

## Altre apparizioni
Il personaggio è presente in Dissidia Final Fantasy, nel relativo prequel, Dissidia 012 Final Fantasy e in Dissidia Final Fantasy NT, ed è doppiata da Atsuko Tanaka nella versione giapponese e da Tasia Valenza in quella inglese.

## Curiosità
- Nelle versioni inglesi del gioco il suo nome è stato tradotto come "Ultimecia". Sempre in questa versione, Artemisia (tranne nella sua forma finale) parla mettendo delle K al posto delle C dure.
- Come strega, Artemisia è quasi l'opposto di Rinoa. Questa somiglianza tra le due ha portato numerosi fans a credere che Rinoa e Artemisia siano la stessa persona. In realtà, come confermato da Nomura stesso, non è assolutamente così, anche per via del fatto che la strega cerchi più volte di uccidere la protagonista dopo averla usata.